# Nita Ambani
Nita Dalal Mukesh Ambani (ur. 1 listopada 1963 r.) – przewodnicząca i współzałożycielka Fundacji Reliance oraz dyrektorka niewykonawcza Reliance Industries. Jest żoną przewodniczącego Reliance Industries Mukesha Ambaniego. Z majątkiem rodzinnym szacowanym na ponad 50 miliardów dolarów, jej rodzina należy do najbogatszych w Indiach.  Jest również kolekcjonerką dzieł sztuki i właścicielką drużyny krykieta Mumbai Indians. Nita jest założycielką i przewodniczącą Dhirubhai Ambani International School w Mumbaju.
W 2016 znalazła się na liście pięćdziesięciu najbardziej znaczących i wpływowych Hindusów w zestawieniu gazety India Today oraz na liście „najbardziej wpływowych liderek biznesu w Azji” Forbesa. Stała się też pierwszą Hinduską, która została członkinią Międzynarodowego Komitetu Olimpijskiego (MKOl).